# Рипалимозани
Рипалимозани (итал. Ripalimosani) —  коммуна в Италии, располагается в регионе Молизе, в провинции Кампобассо.
Население составляет 2588 человек (2008 г.), плотность населения составляет 78 чел./км². Занимает площадь 33 км². Почтовый индекс — 86025. Телефонный код — 0874.
Покровителем коммуны почитается святой архангел Михаил, празднование 29 сентября.

## Демография
Динамика населения:

## Администрация коммуны
- Официальный сайт: http://www.comune.ripalimosani.cb.it/